# Bloodhound (bär)
Bloodhound är en mörkrödfärgad krusbärsort som odlats i Sverige sedan sent 1800-tal. Detta krusbär passar både till att ätas direkt som för att användas i köket. Söt och saftig smak. Bloodhound mognar relativt tidigt och ger mycket frukt.